# Army One

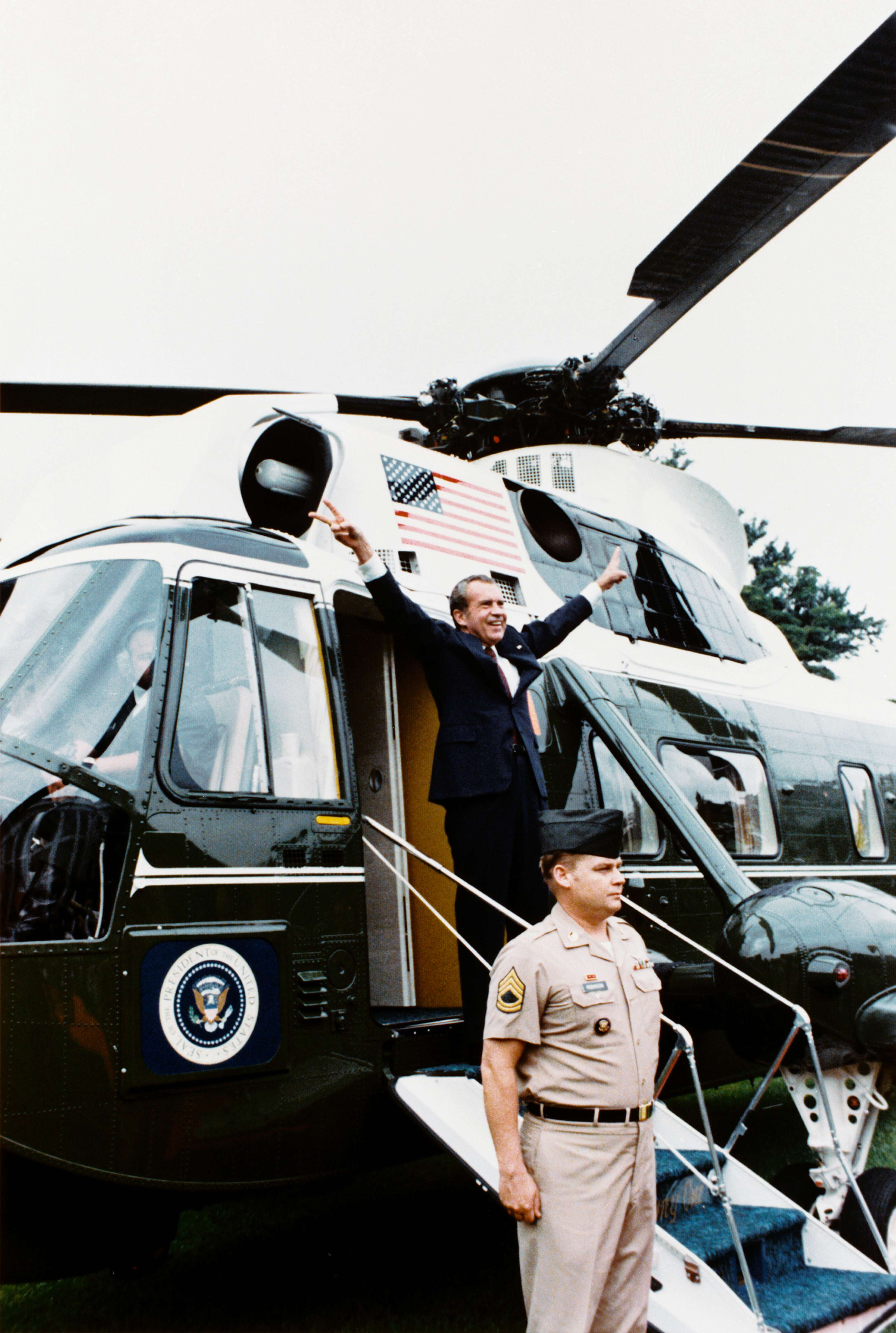
Nixon auf den Stufen von Army One

Army One ist das Funkrufzeichen eines jeden Luftfahrzeuges der United States Army, das den Präsidenten der Vereinigten Staaten an Bord hat.
Zwischen 1957 und 1976 teilte sich die Army die Aufgabe des Helikoptertransports mit dem United States Marine Corps, so dass das Rufzeichen häufig zugewiesen wurde. Nach 1976 wurde der Helikoptertransport komplett dem Marine Corps übertragen. Ein berühmtes Bild stammt vom 9. August 1974, als Richard Nixon auf den Stufen von Army One ein Victory-Zeichen macht, nachdem er am Vortag seinen Rücktritt aufgrund der Watergate-Affäre angekündigt hatte.
Ein Army-Luftfahrzeug, das den Vizepräsidenten befördert, wird Army Two genannt.